# Camillo Boito
Camillo Boito, född den 30 oktober 1836 i Rom, död den 28 juni 1914 i Milano, var en italiensk konstskriftställare. Han var bror till Arrigo Boito och gift med den vittra markisinnan Madonnina Malaspina från Venedig. 
Boito idkade studier i Tyskland och Polen samt vid Paduas universitet, vid Venedigs konstakademi, där han utbildade sig till arkitekt, och i Florens, där han började skriva konstuppsatser (i tidningen Spettatore). Endast 24 år gammal, utnämndes han till professor i arkitektur vid konstakademin i Milano (1860). År 1872 blev han tillika medlem av Consiglio superiore per le belle arti inom undervisningsministeriet. Boito var verksam som utövande arkitekt (han ritade stadshuset och Museo civico i Padua, skolbyggnader med mera). Framför allt var han dock en pennans man. Han författade bland annat Scultura e pittura d'oggi (1877), Leonardo e Michelangelo (1878; 2:a upplagan 1883), Architettura del medioevo in Italia (med illustrationer, 1880), I principii del disegno e gli stili dell' ornamento (1882; ny upplaga 1887), Restauri e concorsi (1888), II duomo di Milano (samma år) och Questioni pratiche di belle arti (1893). Boito skrev även noveller (Storielle vane, 2 band, 1876—1879, med mera). Han utgav månadsskriften Arte italiana decorativa e industriale.